# Colmont
Die Colmont ist ein Fluss in Frankreich, der überwiegend in der Region Pays de la Loire verläuft. Sie entspringt im Gemeindegebiet von Fougerolles-du-Plessis, entwässert generell in südöstlicher Richtung und mündet nach rund 50 Kilometern unterhalb von La Haie-Traversaine, im Rückstau der Barrage de Saint-Frimbault-de-Prières, als rechter Nebenfluss in die Mayenne.
Auf ihrem Weg durchquert die Colmont das Département Mayenne und bildet über längere Strecken die Grenze zu den benachbarten Départements Manche und Orne in der Region Normandie.

## Orte am Fluss
- Heussé
- L’Épinay-le-Comte
- Lesbois
- Gorron
- Châtillon-sur-Colmont
- Oisseau
- La Haie-Traversaine